# Ruy da Costa Val
Ruy da Costa Val (Viçosa, 6 de setembro de 1924) foi um político brasileiro do estado de Minas Gerais. Filho do ex-prefeito de Viçosa e juiz de Direito do Estado de Minas Gerais, João Braz da Costa Val e de Vicencina Martino Val.
Ruy da Costa Val formou-se na Faculdade de Direito da Universidade Federal de Minas Gerais no ano de 1949. Foi vereador de Belo Horizonte no período de 1955 a 1967. Em seguida, elegeu-se a deputado federal para o mandato de 1967 a 1971.

Foi também deputado estadual na Assembleia Legislativa de Minas Gerais durante a 7ª legislatura (1971 - 1975) e a 9ª legislatura (1979 - 1983), eleito pela ARENA.